# NYSE American
NYSE American，前身为美国证券交易所（英語：The American Stock Exchange，简称“ASE”或者“AMEX”），是美国第二大证券交易所和第三大证券交易市场，較專注於交易所交易基金(ETF)，次于纽约证券交易所和纳斯达克场外证券交易市场，於美国证券交易所上市的公司以成長中的中小型公司為主。
1912年以前名为"纽约积累交易所"（New York Cumulative Exchange），1953年改为"美國證券交易所"。
2008年10月與紐約泛歐證券交易所合併，並更名為NYSE Alternext U.S.，2012年10月，更名為NYSE MKT LLC.。
2017年，再更名為現名NYSE American。

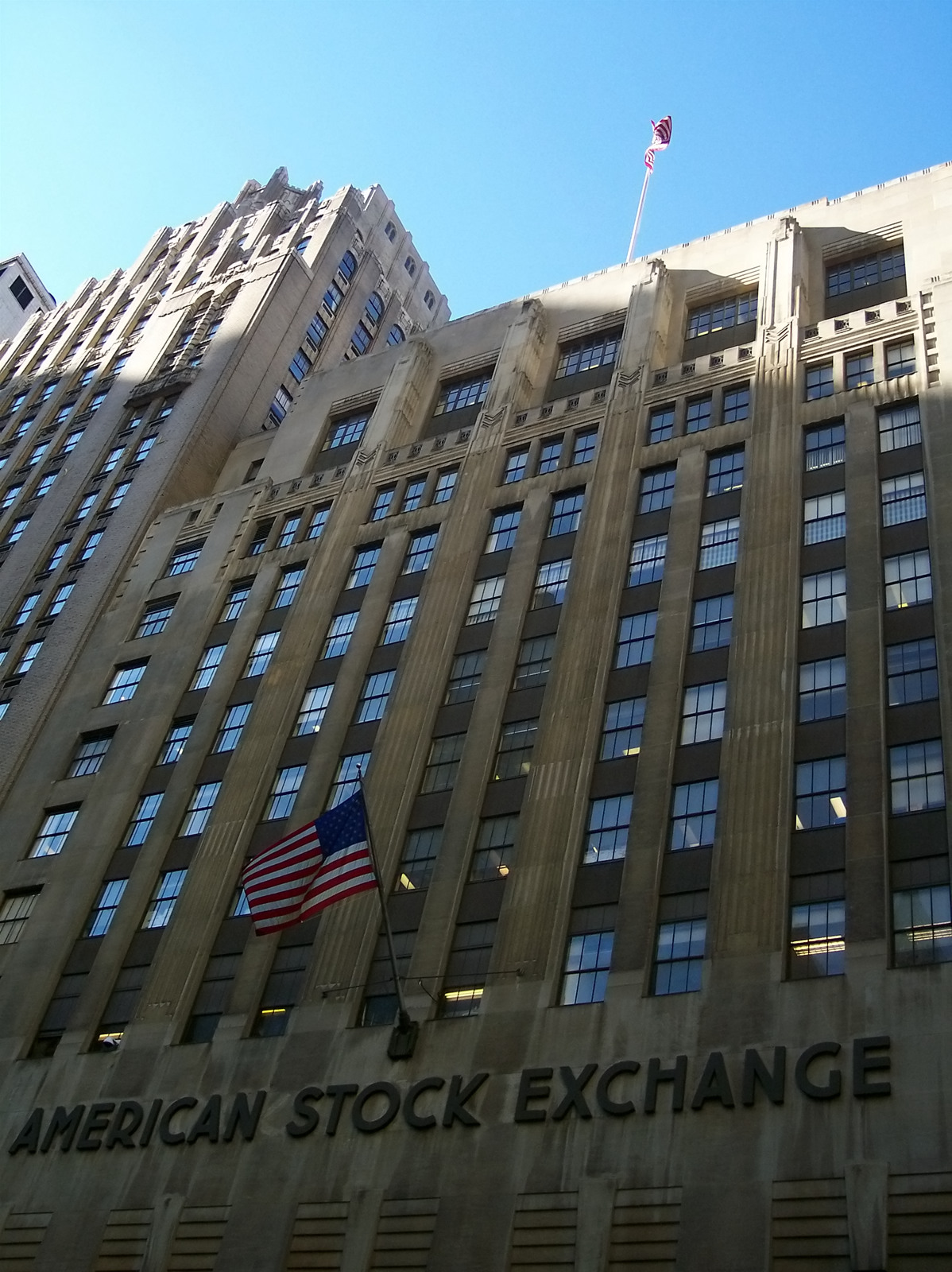
美国证券交易所